# Quintanilla del Agua y Tordueles
Quintanilla del Agua y Tordueles település Spanyolországban, Burgos tartományban.  Lakosainak száma 335 fő (2024).

## Népesség
A település népessége az utóbbi években az alábbiak szerint változott:
| Lakosok száma | 583  | 582  | 573  | 546  | 513  | 446  | 411  | 373  | 357  | 335  |
|               | 2001 | 2004 | 2006 | 2009 | 2011 | 2014 | 2016 | 2019 | 2021 | 2024 |